# František Plánička
František Plánička (ur. 2 czerwca 1904 w Pradze, zm. 20 lipca 1996 tamże) – czeski piłkarz, bramkarz. Srebrny medalista MŚ 1934. Długoletni zawodnik Slavii Praga.
Jest jedną z największych legend czechosłowackiego futbolu i uchodzi za jednego z najlepszych bramkarzy w historii. Graczem Slavii był w latach 1923–1938, pełnił funkcję kapitana zespołu. Wielokrotnie był mistrzem Czechosłowacji (1925, 1929, 1930, 1931, 1933, 1934, 1935, 1937), w 1938 triumfował w Pucharze Mitropa. W barwach Slavii rozegrał 969 meczów.
W reprezentacji Czechosłowacji zagrał 73 razy. Debiutował 17 stycznia 1926 w meczu z reprezentacji Włochami, ostatni raz zagrał w 1938. Wielokrotny kapitan, w tej roli poprowadził Czechosłowację do srebra MŚ 1934. Cztery lata później w meczu z Brazylią doznał kontuzji, był to jego ostatni reprezentacyjny występ.
Wielokrotnie nagradzany, w 1985 został uhonorowany nagrodą fair play UNESCO.